# Asociación Francesa de Directoras y Directores de Fotografía Cinematográfica
La Asociación Francesa de Directoras y Directores de Fotografía Cinematográfica (en francés: Association française des directrices et directeurs de la photographie cinématographique, sigla AFC)  es la principal asociación profesional de directores de fotografía de Francia. Su sede está ubicada en el número 8 de la rue Francoeur de París, junto a la escuela de cine denominada La Fémis.

## Historia
Fundada en 1990 por Henri Alekan, Raoul Coutard, Alain Derobe, Pierre-William Glenn y Georges Strouvé, pronto se unieron otros fotógrafos como Eduardo Serra, Pierre Lhomme y Robert Alazraki. La AFC tenía en 2020 algo menos de 200 miembros.
Desde mayo de 1992, la asociación publica mensualmente la Lettre de l'AFC, cuya función es mantener el contacto entre los profesionales.  Los editoriales se publican en abierto desde junio de 2004. 
Desde el año 2000, la AFC organiza cada año el “ Micro Salón de l'AFC » en París, donde fabricantes de equipos, proveedores de servicios y usuarios debaten sobre innovaciones cinematográficas. 
Desde 2002, la asociación colabora con la Comisión Técnica Superior de Imagen y Sonido (CST) del Festival de Cannes y publica entrevistas concedidas por directores de fotografía sobre una película seleccionada. 

### Carta de la Imagen
Escrita en 2004 por Charlie Van Damme con el título “ Considerar el cine de otra manera », la “ Carta de la imagen » fue presentada al gran público por Jean-Jacques Bouhon el 14 de noviembre de 2005. En 2023, la asociación propone una nueva versión, fruto de reflexiones colectivas, enriquecida con un glosario y traducida al inglés.
Desde 2006, la asociación publica la revista semestral Lumière con la colaboración de las empresas : Kodak, Mikros Image, Panavision-Alga-Techno, Transpalux y el apoyo de la CNC, reemplazando el Cuadernos de l'AFC.
En 2013, la AFC ordenó el rediseño del sitio « Le CinéDico ». creado en 2008 con el objetivo de proporcionar un diccionario de traducciones en nueve lenguas de aproximadamente 15 000 términos. El glosario temático se elabora con el apoyo del CNC, de Film France y de la comisión Île-de-France 
La AFC cuenta con el apoyo del Centro Nacional de Cinematografía (CNC) y es cofundadora de Imago, la federación internacional de asociaciones de cineastas, que reunía a 56 países en 2020.